# هاجيمي كاتو
هاجيمي كاتو (باليابانية: 加藤一؛ بالكانا: かとう はじめ) هو متسابق دراجات هوائية ورسام ياباني، ولد في 7 فبراير 1925 في طوكيو في اليابان، وتوفي في 10 فبراير 2000.